# Exodium
Exodium, in latino, vuol dire letteralmente "fine", perciò veniva indicata con questo termine la rappresentazione comica che chiudeva gli spettacoli teatrali romani.
In pratica, dopo aver visto le rappresentazioni tragiche, il pubblico romano voleva assistere a uno spettacolo più leggero.
Servì dunque da exodium, dapprima l'Atellana e in seguito il mimo.
Un'analogia si può instaurare con il dramma satiresco che, nella Grecia del V secolo a.C., serviva a chiudere la trilogia tragica.